# Tom Sawyers und Huckleberry Finns Abenteuer
Tom Sawyers und Huckleberry Finns Abenteuer (Originaltitel: Les Aventures de Tom Sawyer) ist ein ZDF-Abenteuervierteiler aus dem Jahr 1968 mit Roland Demongeot und Marc di Napoli in den Hauptrollen. Die Verfilmung basiert auf den Büchern Die Abenteuer des Tom Sawyer und Die Abenteuer des Huckleberry Finn sowie auf Leben auf dem Mississippi von Mark Twain. Gedreht wurde wegen der relativ geringen Kosten im Donaudelta in Rumänien, das Walter Ulbrich „viel ursprünglicher“ fand als die Originallandschaft am Mississippi, sowie in vier Studios nahe Bukarest.

## Handlung
Die Geschichte spielt im 19. Jahrhundert in einem Städtchen am Mississippi in Missouri oberhalb St. Louis. Hauptpersonen sind die halbwüchsigen Freunde Tom Sawyer und Huckleberry Finn. Tom wird von seiner Tante Polly erzogen, bei der er zusammen mit seinem kleinen Bruder lebt. Huckleberry, genannt Huck oder Hucki, ist obdachlos und geht nicht zur Schule. Sein Vater ist Landstreicher.
Eines Nachts werden die Jungen Zeuge eines Mordes auf dem Friedhof. Sie wissen, wer der Mörder ist: nicht der Dorfschreiner Muff Potter, der von allen verdächtigt wird, sondern der gefährliche Indianer-Joe. Aus Angst vor seiner Rache schwören sie, niemandem von der nächtlichen Tragödie zu berichten. Stattdessen entschließen sie sich, Piraten zu werden und bis ans Ende ihrer Tage auf der Jackson-Insel zu leben. Tom Sawyer entscheidet sich dazu auch aus der Enttäuschung heraus, von Becky Thatcher, seiner Angehimmelten, verlacht worden zu sein.
In der zweiten Nacht läuft ein menschenleeres Fährboot nahe der Insel auf. Tom begegnet dort zu seinem Erstaunen Indianer-Joe und dessen neuem Freund Windy. Tom und Huck können trotz des heftigen Sturms entkommen. Nachdem das Fährboot nachts im Sturm auseinandergebrochen ist, halten sie Joe für tot. Als sie ihm jedoch erneut begegnen, entschließen sie sich, Muff Potter, den alle für den Mörder halten, mithilfe eines selbstgegrabenen Tunnels aus dem Gefängnis zu befreien. Bevor sie ihn jedoch persönlich auf diese Fluchtmöglichkeit aufmerksam machen können, flieht Potter und wird wenige Stunden später wieder eingefangen. Tom entschließt sich, vor Gericht die Wahrheit zu sagen. Indianer-Joe, der unter den Zuschauern im Gerichtssaal sitzt und Gefahr wittert, entkommt, bevor Tom überhaupt ausgesagt hat. Als Tom und Huck ihm eines Tages in einem halbzerfallenen Haus wieder begegnen, belauschen sie ihn und seinen Freund Windy und erfahren, dass er sich an ihnen bitter rächen möchte. Zu allem Übel müssen sie noch mitansehen, wie die Gauner einen Schatz ausgraben, den sie selbst dort vermutet hatten. Auf dem Weg zu seinem Schlafplatz trifft Huck erneut auf Windy und Joe, belauscht sie und erfährt von einem Racheakt gegen die Witwe Douglas. Rechtzeitig kann er Hilfe holen und rettet der Witwe auf diese Weise das Leben.
Wenige Tage später unternehmen Tom und seine Freundin Becky Thatcher einen Ausflug in die McDuff-Höhle, verlaufen sich aber dort und treffen plötzlich auf Indianer-Joe. Tom und Becky können fliehen. Als Tom wenig später von der Begegnung mit Indianer-Joe erzählt, findet man Indianer-Joe verhungert in der Höhle. Tom und Huck finden wenig später Indianer-Joes Schatz. Huckleberry, der nun aus Dankbarkeit bei der Witwe Douglas lebt, wird plötzlich von seinem Vater, den alle für tot hielten, verfolgt. Er ist hinter dem Vermögen seines Sohnes her. Während Tom nach Keokuk verreist, wird Huck von seinem Vater entführt. Allerdings kann Huck auf die unbewohnte Jackson-Insel fliehen und trifft dort auf Jim, den entlaufenen Sklaven der Witwe. Zusammen fliehen Jim und Huck auf einem Floß in die Freiheit. Auf ihrem Weg begegnen sie dem Dampfer, der Tom aus den Ferien zurückbringt. Das Floß treibt vorbei, ohne dass die beiden Freunde voneinander wissen und sich noch einmal sehen. Der Film endet mit der Erwähnung, dass sich Tom und Huck nie wiedersehen werden und ihre gemeinsamen Abenteuer vorbei sind. „Weil sie fast ausschließlich die Geschichte zweier Jungen ist, muss sie auch hier zu Ende sein... Ohne zur Geschichte von Erwachsenen zu werden“.
In der Vorlage Mark Twains (Die Abenteuer des Huckleberry Finn) dagegen trifft Huckleberry Finn nach mehreren, in dieser Verfilmung nicht dargestellten Abenteuern am Ende seinen Freund Tom Sawyer wieder. Der organisiert eine spektakuläre Befreiung des inzwischen wieder festgesetzten Sklaven Jim.

## Kritiken
Die Zuschauerkritik der Zeitschrift Gong beurteilte alle Folgen bis auf Folge 2 mit „sehr gut“. Der Film erhielt außerdem den Perla-Fernsehpreis in Mailand.

## Synchronisation
| Rolle                   | Darsteller       | Synchronsprecher       |
| ----------------------- | ---------------- | ---------------------- |
| Tom Sawyer              | Roland Demongeot | Conny Thomas           |
| Huckleberry Finn        | Marc di Napoli   | Thomas Margulies       |
| Tante Polly             | Lina Carstens    | Tilli Breidenbach      |
| Muff Potter             | Otto Ambros      | Anton Reimer           |
| Indianer-Joe            | Jacques Bilodeau | Herbert Weicker        |
| Jim                     | Serge Nubret     | Wolfgang Draeger       |
| Huckleberry Finns Vater | Marcel Pérès     | Erik Jelde             |
| Windy                   | Marion Verdon    | Wolfgang Lukschy       |
| Lehrer Mr. Dobbins      | Maurice Teynac   | Thomas Reiner          |
| Mark Twain, Erzähler    | N.N.             | Ernst Fritz Fürbringer |

## Sonstiges
- Der Film weist, gemäß dem Unterhaltungsanspruch und der als fachunkundig angenommenen Hauptzielgruppe, mehrere logische Fehler, Anachronismen und Brüche der Authentizität auf. So ist in der nächtlichen Friedhofsszene auf der Grabplatte das Sterbejahr des soeben verstorbenen Ross Williams mit 1845 angegeben. In der Szene der nachfolgenden Gerichtsverhandlung ist ein Porträt Abraham Lincolns mit Trauerflor zu sehen. Lincoln wurde 1860 zum Präsidenten gewählt und starb 1865.
- Eine neusynchronisierte Kurzfassung von 128 Minuten Länge wurde unter dem Titel Tom Sawyers Abenteuer ab dem 29. August 1969 in der DDR im Kino gezeigt.[1] Tom und Huck wurden von Bernd Lehmann und Oleg Koulechoff synchronisiert; zu den weiteren Sprechern der DDR-Synchronfassung gehörten Herwart Grosse, Hannjo Hasse, Hans Hardt-Hardtloff, Norbert Christian und Siegfried Kilian.

## Medien
Filmmusik
- Tom Sawyer, 1 EP, Ades ALB 328 (Frankreich; Hörspiel mit Filmmusik)
- Les Aventures De: Tom Sawyer - Musique Originale Du Feuilleton Télé, 1 EP, Ades PM 907 (Frankreich 1969)
- Roland Demongeot: Tom Sawyer – La Fête Au Pays, 45RPM, CBS Records 4174 (Frankreich 1969)
- Abenteuer-Klassiker – Originalmusik aus den legendären TV-Vierteilern, 2 CDs, BSC Music/Cine Soundz Prudence 398.6619.2 (Deutschland 2001)
- Vladimir Cosma: 40 Films, 40 Bandes Originales, 17 CDs, Larghetto Music LARGH004 (2009)

DVD
- Tom Sawyers und Huckleberry Finns Abenteuer (2 DVDs), Concorde Home Entertainment 2006

Literatur
- Oliver Kellner & Ulf Marek: Seewolf & Co. – Die großen Abenteuer-Vierteiler des ZDF, Schwarzkopf und Schwarzkopf, ISBN 3-89602-632-1